# Žankarlo Šimunić
Žankarlo Šimunić (ur. 30 lipca 1972 w Zadarze) – chorwacki piłkarz grający na pozycji bramkarza.
Wychował się w NK Zadar. W latach 1997–2000 grał w zespole Hrvatski Dragovoljac Zagrzeb, potem przez trzy lata występował w Varteksie Varaždin. Od 2003 reprezentował barwy węgierskiego Békéscsaba 1912 Előre SE. Od lutego 2006 do 2008 był zawodnikiem Polonii Warszawa (podpisał 1,5 roczny kontrakt). Grał też w islandzkim Grindavíkur.